# Оренда землі
Оре́нда землі́ — господарська операція, що передбачає надання орендодавцем землі у користування іншій юридичній або фізичній особі на визначений строк, за цільовим призначенням та за орендну плату. Порядок здійснення О. з. встановлюється відповідним законодавством.

## Історія
Існувала категорія незаможних безземельних селян, які орендували землю у великих землевласників за десяту частину урожаю або інших натуральних податків. Наприкінці 18–19 ст. чимала кількість десятинників мешкала в піденних регіонах України, де побутувала невисока норма натуральної ренти (див. Рента). Згодом певну кількість оброблюваної землі десятинники могли викупити у власність.